# Maurice Hudson
Maurice Hudson (sinh ngày 1930) là một cựu cầu thủ bóng đá chuyên nghiệp người Anh thi đấu ở vị trí hậu vệ phải.

## Sự nghiệp
Sinh ra ở Barnsley, Hudson thi đấu cho Barnsley, có 36 Football League lần ra sân. Ông kí hợp đồng với Bradford City vào tháng 7 năm 1955, rời câu lạc bộ năm 1956 để đầu quân cho Swaithe Main Athletic. Trong thời gian với Bradford City ông có 4 lần ra sân ở Football League.